# Baia di Rennick
La baia di Rennick è una baia situata sulla costa di Oates, nella regione nord-occidentale della Dipendenza di Ross, in Antartide. La baia, che è quasi completamente ricoperta dalla banchisa ed in buona parte dai ghiacci del ghiacciaio Rennick, è larga circa 100 km ed è delimitata, a ovest, da punta Belousov, e, a est, dal ghiaccio pedemontano Stuhlinger.
All'interno della baia si gettano, oltre al già citato ghiacciaio Rennick, uno dei più grandi nel mondo, anche altri ghiacciai, tra cui il Pryor e il Robilliard, e al suo interno è situata l'isola Znamenskiy.

## Storia
La parte più orientale della baia, dove entra il Rennick, è stata scoperta durante la spedizione Terra Nova (1910-13), comandata da Robert Falcon Scott, e così battezzata in onore del tenente della marina militare britannica Henry E. de P. Rennick, ufficiale della nave Terra Nova. La baia è stata poi in seguito mappata completamente dallo United States Geological Survey grazie a fotografie scattate durante l'operazione Highjump nel 1947.